# Christos Melissis
Christos Melissis (Edessa, Grecia, 1 de diciembre de 1982) es un futbolista griego. Juega de defensa y su equipo actual es el Asteras Itea de Grecia.

## Biografía
Melissis actúa de defensa central, aunque también puede jugar como lateral derecho o como centrocampista defensivo. 
Empezó su carrera profesional en 2000 en el Naousa. Al año siguiente ficha por el Panserraikos FC. Con este club llegó a superar los 100 partidos de liga como titular.
En enero de 2006 se marcha a jugar al PAOK Salónica FC, club que realizó un desembolso conómico de 100000 euros para poder hacerse con sus servicios. Al final de esta etapa Christos Melissis fue nombrado capitán del equipo.
El 28 de julio de 2008 firma un contrato con su actual club, el Panathinaikos, que tuvo que pagar 2 millones de euros para poder ficharlo.

## Selección nacional
Ha sido internacional con la selección de fútbol de Grecia en dos ocasiones. Su debut como internacional se produjo el 5 de febrero de 2008 en un partido amistoso contra la República Checa.

## Clubes
| Club                 | País     | Año       |
| -------------------- | -------- | --------- |
| Naousa               | Grecia   | 2000-2001 |
| Panserraikos FC      | Grecia   | 2001-2006 |
| PAOK Salónica FC     | Grecia   | 2006-2008 |
| P.A.E. Panathinaikos | Grecia   | 2008-2012 |
| Larissa FC (cedido)  | Grecia   | 2009-2010 |
| CS Marítimo (cedido) | Portugal | 2010      |
| Larissa FC (cedido)  | Grecia   | 2011      |
| Panthrakikos FC      | Grecia   | 2012-2013 |
| Olympiakos Volou     | Grecia   | 2013-2014 |
| Panthrakikos FC      | Grecia   | 2015-2016 |
| PAE Veria            | Grecia   | 2016-2017 |
| Al-Hilal Omdurmán    | Sudán    | 2017-2018 |
| Asteras Itea         | Grecia   | 2018-     |